# Matt Weitzman
Matt Weitzman (nascido em 13 de novembro de 1967) é um dos criadores da série de animação American Dad! e é um dos redatores originais de Family Guy. Matt já escreveu para 12 programas de televisão, incluindo Daddy Dearest, Off Centre e Damon.
Matt Weitzman nasceu em Los Angeles, na Califórnia, Estados Unidos. Seu pai é Lew Weitzman, um agente literário por mais de 40 anos. Matt se formou na American University e, comunicação. Pouco depois da faculdade, ele tentou atuar com algum sucesso e depois começou a escrever para seriados de televisão. Quando criança, Weitzman foi um ávido colecionador e leitor de histórias em quadrinhos e livros de fantasia e ficção científica, o que, de acordo com ele, foi a "inspiração" de seus projetos futuros.
Em 2000, ele foi indicado para o Emmy por seu trabalho em Family Guy. Em 2006, American Dad! foi nomeado para um prêmio GLAAD de excelência na televisão. Em 2009, também American Dad! foi indicada para um Emmy.